# Ommata melzeri
Ommata melzeri là một loài bọ cánh cứng trong họ Cerambycidae.